# SLC25A19
SLC25A19 (англ. Solute carrier family 25 member 19) – білок, який кодується однойменним геном, розташованим у людей на короткому плечі 17-ї хромосоми. Довжина поліпептидного ланцюга білка становить 320 амінокислот, а молекулярна маса — 35 511.
| 10         |  | 20         |  | 30         |  | 40         |  | 50         |
| ---------- |  | ---------- |  | ---------- |  | ---------- |  | ---------- |
| MVGYDPKPDG |  | RNNTKFQVAV |  | AGSVSGLVTR |  | ALISPFDVIK |  | IRFQLQHERL |
| SRSDPSAKYH |  | GILQASRQIL |  | QEEGPTAFWK |  | GHVPAQILSI |  | GYGAVQFLSF |
| EMLTELVHRG |  | SVYDAREFSV |  | HFVCGGLAAC |  | MATLTVHPVD |  | VLRTRFAAQG |
| EPKVYNTLRH |  | AVGTMYRSEG |  | PQVFYKGLAP |  | TLIAIFPYAG |  | LQFSCYSSLK |
| HLYKWAIPAE |  | GKKNENLQNL |  | LCGSGAGVIS |  | KTLTYPLDLF |  | KKRLQVGGFE |
| HARAAFGQVR |  | RYKGLMDCAK |  | QVLQKEGALG |  | FFKGLSPSLL |  | KAALSTGFMF |
| FSYEFFCNVF |  | HCMNRTASQR |  |            |  |            |  |            |

A: Аланін

C: Цистеїн

D: Аспарагінова кислота

E: Глутамінова кислота

F: Фенілаланін

G: Гліцин

H: Гістидин

I: Ізолейцин

K: Лізин

L: Лейцин

M: Метіонін

N: Аспарагін

P: Пролін

Q: Глутамін

R: Аргінін

S: Серин

T: Треонін

V: Валін

W: Триптофан

Кодований геном білок за функцією належить до фосфопротеїнів. 
Задіяний у таких біологічних процесах, як транспорт, альтернативний сплайсинг. 
Локалізований у мембрані, мітохондрії, внутрішній мембрані мітохондрії.